# Dolní Kounice
Dolní Kounice (deutsch Kanitz) ist eine Stadt in Tschechien. Sie liegt 18 Kilometer südwestlich des Stadtzentrums von Brno und gehört zum Okres Brno-venkov.

## Geographie

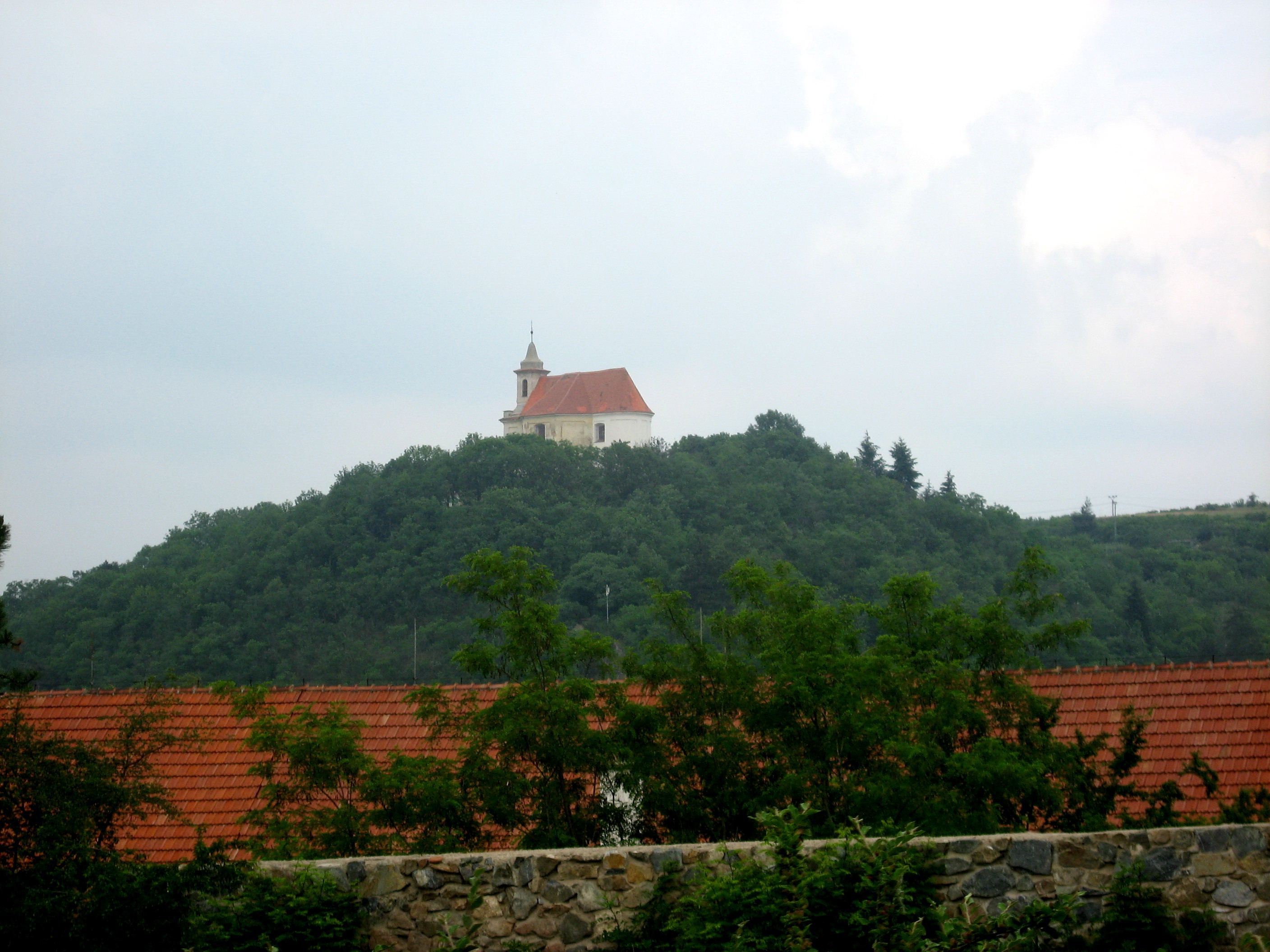
Kapelle des hl. Antonius

Dolní Kounice befindet sich im Tal der Jihlava am Übergang der Bobravská vrchovina zur Thaya-Schwarza-Talsenke. Im Norden erhebt sich der Vrch svatého Antonína (Antoniberg, 260 m) und westlich der Šibeniční vrch (Galgenberg, 296 m).
Nachbarorte sind Silůvky im Norden, Mělčany im Nordosten, Bratčice im Osten, Pravlov im Südosten, Trboušany im Süden, Stavení im Südwesten, Nové Bránice im Westen sowie Moravské Bránice und Hlína im Nordwesten.

## Geschichte

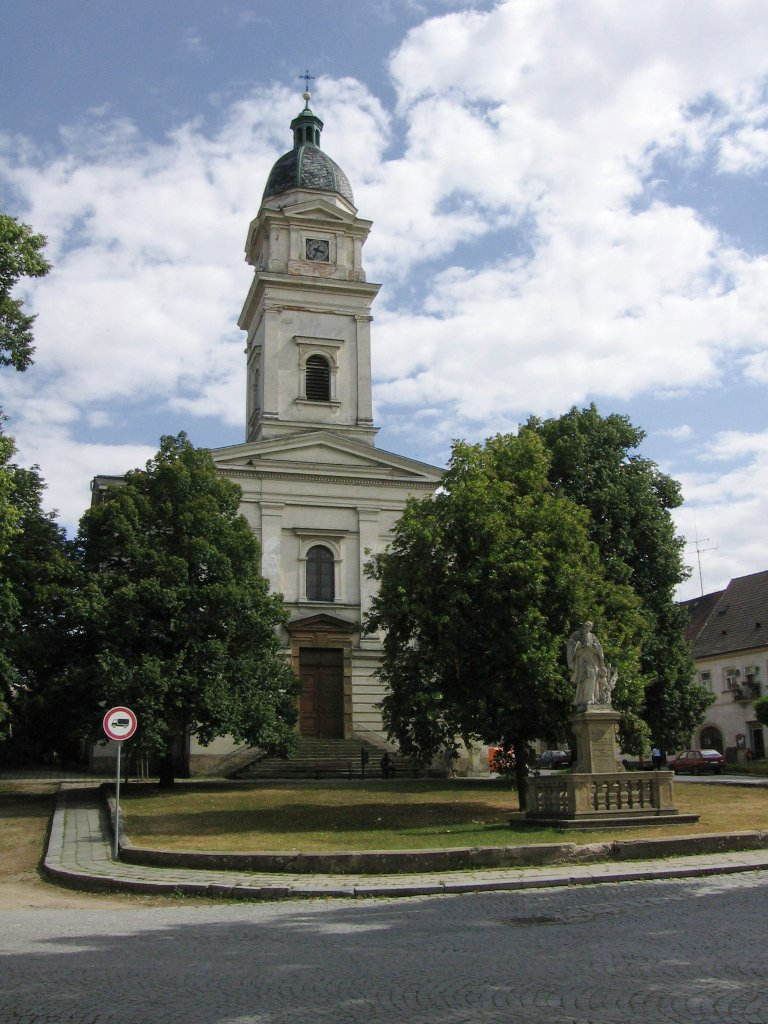
Katholische Pfarrkirche St. Peter und Paul

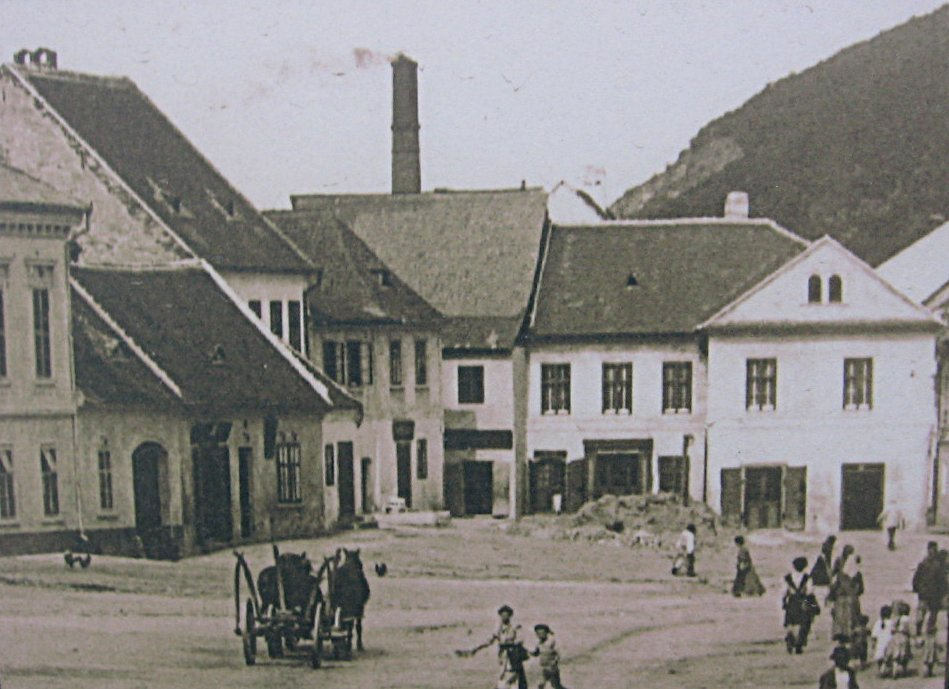
Ehemalige Judenhäuser an der Westseite des Marktes, Aufnahme von 1913

Die erste schriftliche Erwähnung des Ortes erfolgte in einer auf 1046 datierten Urkunde des Kapitels Stará Boleslav, die sich als ein Falsifikat aus dem 13. Jahrhundert erwiesen hat. Zum Ende des 12. Jahrhunderts gehörte das Dorf dem Adelsgeschlecht von Kaunitz. Die erste gesicherte Erwähnung von Dolní Kounice stammt von 1183, als Wilhelm von Kaunitz, auch Wilhelm von Pulin genannt, östlich des Dorfes das Prämonstratenserinnenkloster Sancta Mariae anlegen ließ. Später erhielt das Kloster den Namen Rosa Coeli. Am 10. Dezember 1185 fand sechs Kilometer südlich die Schlacht bei Loděnice statt, in der Wilhelm von Kaunitz an der Seite des Markgrafen Konrad III. Otto eine Niederlage gegen die Truppen des böhmischen Herzogs Přemysl erlitt. Am 2. Juni 1268 übernahm Papst Clemens IV. das Patronat über das Kloster Rosa Coeli. 1278 fielen Truppen des deutschen Königs Rudolf I. in Dolní Kounice ein. König Wenzel II. stellte das Kloster am 8. April 1284 auch unter sein Patronat. Zugleich erteilte er Dolní Kounice das Privileg eines Wochenmarktes und erhob den Ort zum Städtchen. Nachfolgend begann auf dem Hügel über dem Kloster der Bau einer Schutzburg, die 1330 vollendet war. Zwischen 1340 und 1360 entstand ein Ausspannhof, der später nach einem Besuch Karl IV. als Karlov bezeichnet wurde. 1423 brannten die Hussiten das Kloster nieder. Es erholte sich davon nie wieder und ging hundert Jahre später gänzlich ein. Der 1527 zum böhmischen König gekrönte spätere Kaiser Ferdinand I. schlug die Güter des 1527 erloschenen Klosters den Krongütern zu. 1532 verpfändete er die Herrschaft Dolní Kounice an seinen Vizekanzler Jiří Žabka von Limberg, der am 9. Oktober 1537 auch als erblicher Besitzer in der Landtafel eingetragen wurde. Ferdinand I. erteilte Dolní Kounice 1535 das Privileg zur Siegelung mit rotem Wachs, die so genannte Rotwachsfreiheit. Žabka ließ das Städtchen 1549 ausbauen und legte am Weg nach Pravlov die Vorstadt Nové město Jiříkov an. Sein Sohn Burian Žabka verkaufte 1561 das Schloss Dolni Kounice mit dem wüsten Kloster und dem größten Teil der Herrschaft an Zikmund von Zástřizl. Zu dieser Zeit erlangte die Unität der Boleslaver Brüder große Verbreitung. Sie errichteten 1574 einen Versammlungsraum, der später zur Kirche erweitert wurde. 1571 erhielt Dolni Kounice durch den Kaiser die Führung eines Stadtwappens bestätigt. Hynko und Jan von Zástřizl erteilten Dolni Kounice am 15. Oktober 1576 das Privileg des Bergrechts. Zwei Jahre später verkauften sie die Herrschaft an Zdenko Lev von Rosental. Im Jahre 1582 erwarb das Städtchen am gegenüberliegenden Flussufer vom späteren Bürgermeister Jan Tišnovský von Czynenperk den Platz Za vodou zur Anlegung eines Friedhofes. Maximilian und Zdenko Lev von Rosental verkauften die Herrschaft Dolní Kounice 1588 an Bernhard Drnovský von Drnovice auf Rájec. Dieser ließ 1604 ein Rathaus im Renaissancestil errichten. 1607 gab es in Dolní Kounice ein stärkeres Erdbeben. Nach der Niederschlagung des mährischen Ständeaufstandes wurde die Georg Ehrenreich von Rogendorf und seiner Frau Johanna von Drnovice gehörige Herrschaft Dolní Kounice 1622 konfisziert und an Kardinal Franz Seraph von Dietrichstein verkauft. Kardinal Dietrichstein zog im darauffolgenden Jahr das Haus von Jarolím Plucar ein und ließ an seiner Stelle ein katholisches Pfarrhaus errichten. Während des Dreißigjährigen Krieges verödete das Städtchen. 1654 entstand auf dem Berg nördlich des Städtchens die Kapelle der hl. Antonius von Padua und Florian. Im Jahre 1674 lagen noch immer 81 Häuser wüst. Beim Ausbruch der Pest 1678 starben 220 christliche Einwohner sowie auch zahlreiche Juden. 1697 erfolgte eine Instandsetzung der Pfarrschule. Ferdinand von Dietrichstein verkaufte am 30. September 1698 das frühere Kloster Rosa Coeli an das Kloster Strahov. Bis 1718 führten die Strahover Prämonstratenser Wiederherstellungsarbeiten am Kloster durch. Ein Großbrand vernichtete am 4. Juli 1703 Teile des Städtchens sowie die herrschaftliche Schäferei. Auch das im Wiederaufbau befindliche Kloster brannte nieder. 1717 verkaufte Walter Xaver von Dietrichstein das 1711 von ihm erworbene Gasthaus an das Städtchen. Im Jahre 1741 wurde der Ort von sächsischen und preußischen Truppen heimgesucht. Am 16. Februar 1770 zerstörte ein Großfeuer acht Häuser und die herrschaftliche Schäferei. Im Jahre 1776 wurde das Städtchen am 4. Februar von einem Hochwasser heimgesucht und 50 Häuser überflutet. Zwischen dem 1. und 9. Januar 1799 zogen 15000 Kosaken durch Dolní Kounice. Im selben Jahre brannte am 30. April fast das ganze Judenviertel ab. Dort wurden 100 Häuser vernichtet, außerdem noch 38 christliche Häuser. Am 19. November 1805 durchzogen die Franzosen auf dem Wege nach Austerlitz das Dorf. Nachdem eine Wiederbelebung des Klosters gescheitert war, kauften die Dietrichsteiner das Kloster 1808 zurück. Im selben Jahre entstand eine Blaudruckwerkstatt, aus der später die Fa. Mossig hervorging. Am 3. Juli 1809 zogen erneut die Franzosen durch das Dorf. Die herrschaftliche Brauerei stellte 1848 die Produktion ein.
Nach der Aufhebung der Patrimonialherrschaften bildeten die Marktgemeinde Kanitz/Dolní Kounice und die Judengemeinde ab 1850 zwei selbstständige Gemeinden in der Bezirkshauptmannschaft Brünn. Zu dieser Zeit bestand die Judengemeinde aus 104 Häusern und erreichte mit 649 Einwohnern die höchste Bevölkerungszahl ihrer Geschichte. Die neue jüdische Schule wurde 1854 eingeweiht. Am 2. Februar 1862 wurde Dolní Kounice erneut von einem starken Hochwasser heimgesucht, das 180 Häuser verwüstete. Das alte Rathaus wurde 1870 abgebrochen und an seiner Stelle 1879 die neue Pfarrkirche geweiht. 1883 wurde die gusseiserne Brücke nach Závodí errichtet. 1880 lebten in Kanitz 2802 Menschen, davon waren 574 Deutsche. 1887 entstand eine sozialdemokratische Ortsgruppe. Die Judengemeinde wurde im selben Jahre mit der Marktgemeinde vereinigt. Im Jahre 1902 erfolgte der Bau der Straße nach Mělčany. Am 16. September 1903 eröffnete in Dolní Kounice eine gemeinschaftliche deutsch-jüdische Schule mit angeschlossenem Kindergarten. 1906 wurde der tschechische Kindergarten eingeweiht. Seit 1907 bestand in Kanitz eine deutsche Schule.
Am 1. Juni 1988 wurde Dolní Kounice zur Stadt erhoben.

## Stadtgliederung
Für die Stadt Dolní Kounice sind keine Ortsteile ausgewiesen. Dolní Kounice gliedert sich in die links der Jihlava gelegene Ortslage Závodí und das als Město bezeichnete Stadtzentrum auf der gegenüberliegenden Flussseite.

## Städtepartnerschaften
- Azay-le-Brûlé, Frankreich
- Caprese Michelangelo, Italien

## Sehenswürdigkeiten

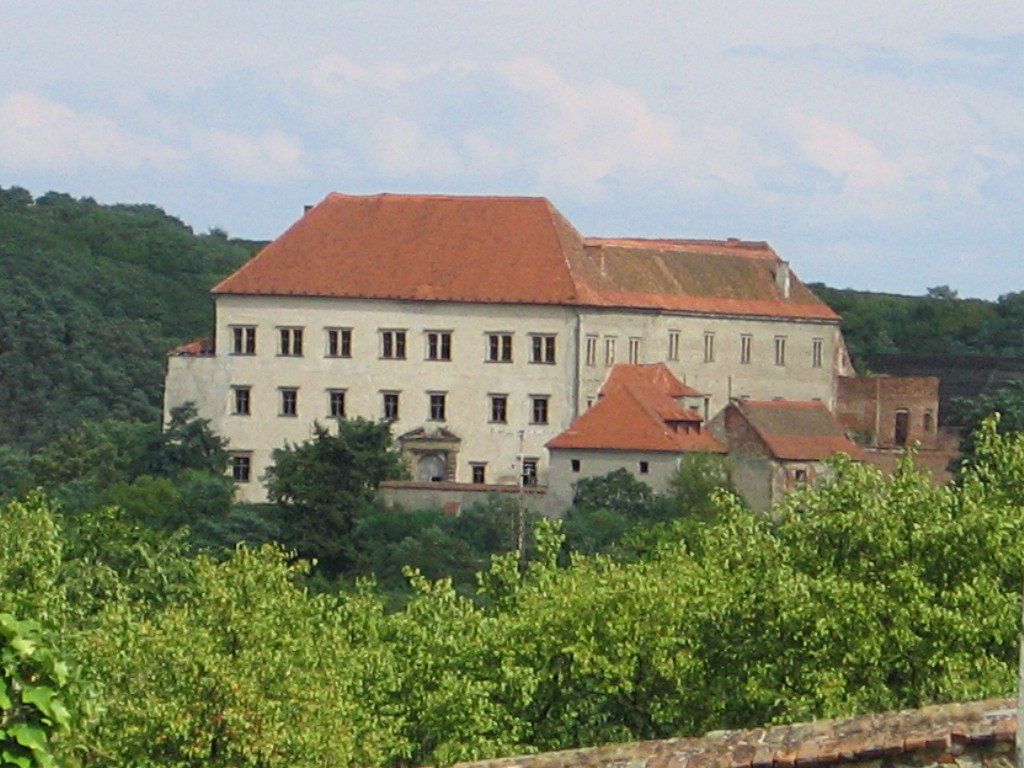
Blick vom jüdischen Friedhof auf das Schloss

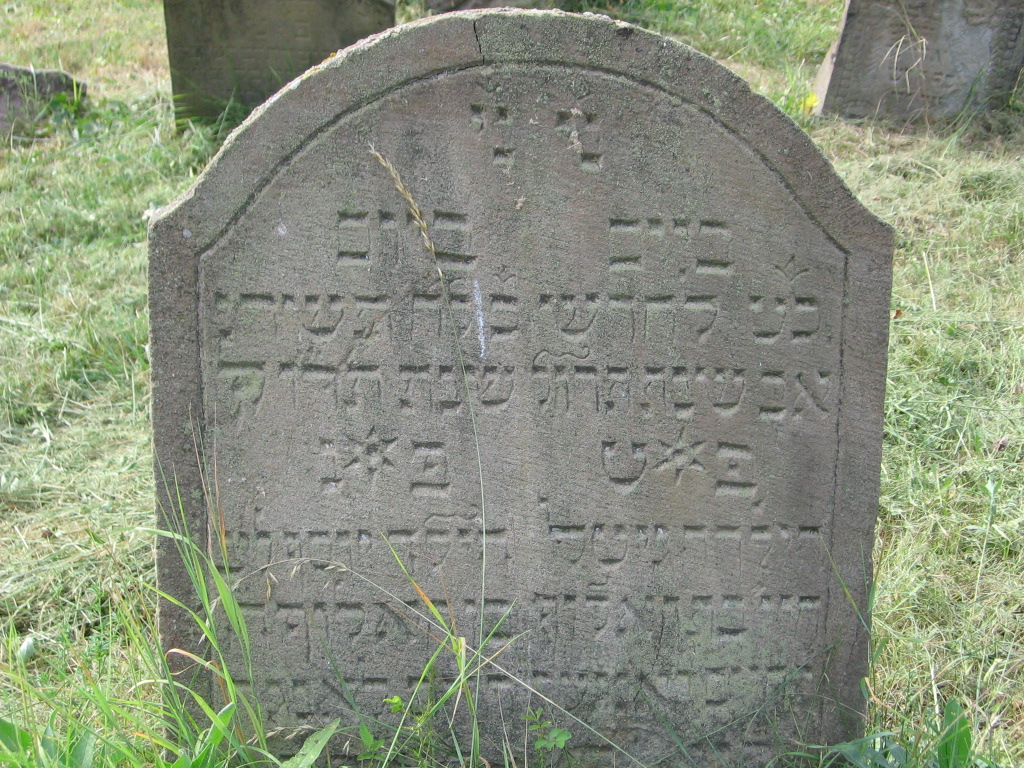
Grabstein auf dem jüdischen Friedhof

- Pfarrkirche St. Peter und Paul, Neorenaissancebau aus den Jahren 1877–1879, sie entstand an der Stelle des früheren Rathauses
- Kirche St. Fabian Sebastian und St. Barbara, der ehemals evangelische Kirchenbau entstand aus einem 1574 angelegten Versammlungsraum der Boleslaver Brüder und erhielt seine heutige Gestalt 1688 bei der Erweiterung zur Kirche der Kongregation der hl. Barbara. Sie wird heute von der orthodoxen Gemeinde genutzt.
- Wallfahrtskapelle des hl. Antonius, erbaut 1757 von Franz Anton Grimm anstelle eines 1654 errichteten und dem hl. Antonius von Padua und Florian geweihten Vorgängerbaus, zu der nördlich über der Stadt auf dem Antoniberg gelegenen Kapelle führt ein Kreuzweg mit 14 Stationen
- Kapelle Johannes des Täufers in Závodí, der spätgotische Bau war bis 1947 von einem Friedhof umgeben.
- Schloss Dolní Kounice, die ehemals gotische Burg, wurde in den 1320er Jahren über dem Kloster zu dessen Verteidigung angelegt. Nach dem Untergang des Klosters erwarb Jiří Žabka von Limberg 1537 die Burg und ließ sie bis 1552 zu einem Renaissanceschloss umgestalten
- Ruine des Klosters Rosa Coeli
- Jüdisches Viertel, am westlichen Stadtrand
- Jüdischer Friedhof, angelegt 1680 am südwestlichen Stadtrand, er wurde bis 1940 genutzt. Auf ihm befinden sich Grabsteine der Familien Kreisky, Verwandte des früheren österreichischen Bundeskanzlers und Samek, Verwandte des österreichisch-britischen Komikers und Schauspielers Victor Oliver von Samek.
- Synagoge, erbaut 1652. Nach dem Zweiten Weltkrieg wurde die Synagoge als Gemüselager genutzt. Zwischen 1991 und 2004 erfolgte eine Rekonstruktion. Seither dient das Bauwerk als Kulturzentrum.
- Betsäule
- Zwei barocke Statuen des hl. Johannes von Nepomuk, am Markt und vor der Kirche St. Peter und Paul
- Pfarrhaus, Barockbau aus dem 18. Jahrhundert
- Bürgerhäuser im Barock- und Renaissancestil

## Persönlichkeiten
- Alois Schwarz (* 1854 in Kanitz; † 1928 in Zuckmantel), Lehrer, Gymnasialdirektor und Chemiker
- Gotthard Deutsch (* 1859 in Kanitz; † 1921 in Cincinnati), Rabbiner, Historiker und Hochschullehrer
- Friedrich Sommer (* 1875 in Kanitz; † 1943 im KZ Auschwitz), Dirigent, Theaterdirektor und Impresario
- Friedrich Schaub (* 1910 in Kanitz; † 2002 in Köln-Rodenkirchen), Garten- und Landschaftsarchitekt